# 絵画 (曲)
『絵画』（かいが）は、日本のロックバンド・Mrs. GREEN APPLEの大森元貴の楽曲。2025年5月28日にユニバーサルミュージック内のレーベル・EMI Recordsより配信限定でリリースされた。

## 概要
2025年5月16日に本楽曲の特設サイトが開設され、本楽曲が同年5月28日に3rdデジタルシングルとして配信限定でリリースされることが発表された。さらに本楽曲のリリース発表に併せてコンセプトムービーが公開された。なお、大森がソロ楽曲をリリースするのは2021年8月にリリースされた『Midnight』以来約4年ぶりとなる。なお、シングルのタイトルについてニュース記事やSNSでのプロモーションにおいては『絵画』となっているが、各種音楽ストリーミングサービスなどにおいては『絵画 / こたえあわせ』と表示されており両A面シングルになっている。
この楽曲は「惨めで哀れな私をきれいに描いて飾っていてほしい、それを美しいものとして見ていてほしい」というメッセージが込められているという。また、大森はリリース決定に際し発表したコメントでソロ活動再開について「おでかけ」のようなものと称しており、「ふらっとどこかに立ち寄ることもあれば、どこか遠くへ旅したくなる。それは同時に、絶対的な帰る場所があるからこそ思えることです。」とコメントしている。
リリースと同日、自身の公式YouTubeチャンネルにてミュージック・ビデオが公開された。映像では大森とダンサー10人がダンスパフォーマンスを披露している。振付はs**t kingzのkazukiが担当しており、コンテンポラリーやR&Bなどのジャンルを織り交ぜ演技とダンスの境目をなくした表現が作られた。大森はダンスを1日で習得、以降は演技表現を深めるためのブラッシュアップを繰り返したという。

## 収録内容
| 全作詞・作曲: 大森元貴。 |                  |          |            |      |
| #                        | タイトル         | 作詞     | 作曲・編曲 | 時間 |
| 1.                       | 「絵画」         | 大森元貴 | 大森元貴   | 4:10 |
| 2.                       | 「こたえあわせ」 | 大森元貴 | 大森元貴   | 2:33 |
| 合計時間:                | 合計時間:        | 6:43     |            |      |

## テレビ披露
| 番組名                   | 放送局         | 出演日        | 備考                               |
| ------------------------ | -------------- | ------------- | ---------------------------------- |
| CDTV ライブ! ライブ!     | TBS系列        | 2025年6月23日 | テレビ初披露。フルサイズでの披露。 |
| ミュージックステーション | テレビ朝日系列 | 2025年6月27日 |                                    |